# Emilio Pucci
Il marchese Emilio Pucci di Barsento (Napoli, 20 novembre 1914 – Firenze, 29 novembre 1992) è stato un aviatore, stilista e politico italiano pluridecorato con tre medaglie d'argento al valor militare, fu un asso dell'aviazione nella specialità aerosiluranti.

## Biografia
Nacque a Napoli il 20 novembre 1914, da Orazio, erede della nobile famiglia fiorentina dei Pucci, e da Augusta Pavoncelli, discendente da una famiglia di facoltosi commercianti napoletani di origine pugliese. In gioventù si dedicò allo sci e venne selezionato nel 1934, dalla squadra nazionale olimpica italiana di sci, partecipando alle Olimpiadi invernali del 1936. Vinse una borsa di studio per allenarsi nello sci al Reed College nell'Oregon, dove ebbe modo di realizzare i suoi primi abiti, da appassionato di pittura qual era, disegnando l'uniforme della squadra di sci della scuola, da dove nel 1937 concluse il suo master in scienze sociali. Invece di rientrare in Italia compì il giro del mondo imbarcandosi su una vecchia nave, sfidando le autorità militari che al rientro in Italia lo accusarono di renitenza alla leva.
Sistemati i problemi con la giustizia, si appassionò al mondo dell'aviazione arruolandosi nella Regia Aeronautica nel 1938. Giudicato inizialmente inidoneo al pilotaggio degli aerei per via del suo fisico gracile, ottenne, dopo pesanti insistenze, di essere ammesso ai corsi e destinato alla Scuola di Volo di Viterbo. Nel luglio 1939 divenne ufficiale di complemento a Pisa, per essere trasferito dapprima ad Aviano, e successivamente al 9º Stormo da Bombardamento Terrestre di Viterbo e infine alla 58ª Squadriglia del 32º Gruppo del 10º Stormo da Bombardamento Terrestre di Milano.

### La seconda guerra mondiale
Con l'entrata in guerra del Regno d'Italia, il 10 giugno 1940, lo Stormo, equipaggiato con velivoli Savoia-Marchetti S.79 Sparviero, venne inviato in Africa settentrionale a Benina. Nel settembre dello stesso anno viene trasferito al 33º Gruppo Bombardamento Terrestre Notturno dove, durante il servizio, contrae una infezione renale che lo costringerà a una licenza per malattia. Approfittando di tale licenza consegue anche in Italia la laurea in scienze politiche.
Il 5 giugno 1941 è mandato a Pisa, presso la 274ª Squadriglia di Bruno Mussolini, effettuando il passaggio sul quadrimotore da bombardamento Piaggio P.108. Dopo l'incidente che causò la morte del figlio del Duce lo sviluppo dell'aereo andò a rilento, ed egli nel mese di settembre venne trasferito presso il 2° N.A.S. (Nucleo Addestramento Siluranti) di Napoli.
Al termine del periodo di addestramento (marzo 1942) venne mandato presso la 205ª Squadriglia da bombardamento del 41º Gruppo Autonomo Aerosiluranti, equipaggiato con i bombardieri Savoia-Marchetti S.M.84, e basata sull'aeroporto di Rodi-Gadurrà. Partecipò alla battaglia di mezzo giugno (14-15 giugno 1942) e a quella di battaglia di mezzo agosto (11-14 agosto 1942), quando gli aerosiluranti italiani in collaborazione con i "tuffatori" della Luftwaffe, riuscirono ad impedire a importanti convogli di rifornimenti, salpati da Gibilterra e da Alessandria d'Egitto di raggiungere Malta. Per le sue imprese venne insignito di una croce di guerra al valor militare e delle due prime medaglie d'argento al valor militare.
All'inizio del 1943 viene inviato al 105º Gruppo Aerosiluranti (formato dalla 254ª e 255ª Squadriglia) basato sull'aeroporto di Decimomannu Gli viene conferita una terza medaglia d'argento al valor militare per una serie di azioni condotte nel periodo marzo-maggio 1943, contro formazioni navali avversarie. Prende parte a numerose incursioni contro Malta, da cui il suo reparto esce decimato, tanto che viene mandato sull'aeroporto di Forlì per essere riorganizzato. La carenza di velivoli e personale di rimpiazzo portano ad un ritardo nel riequipaggiamento, tanto che alla fine del mese di maggio il Gruppo viene posto in posizione quadro, ed egli fa domanda di passare alla specialità caccia. La sua domanda viene accolta il 10 luglio 1943, e subito dopo è mandato presso la Scuola Caccia di Gorizia, comandata dal colonnello Ernesto Botto. Viste le sue precarie condizioni fisiche, Botto lo spedì a Ferrara per un completo controllo medico. Il crollo del regime fascista dopo la riunione del Gran Consiglio del 25 luglio, lo trova nella città estense dove gli viene concessa una licenza per malattia che trascorre tra Roma, Firenze, Forlì e Gorizia.
L'armistizio dell'8 settembre 1943 lo colse a Venezia, mentre si stava spostando fra Gorizia e Firenze. Nella città lagunare viene informato del fatto che i tedeschi avevano già iniziato a deportare in Germania ufficiali e soldati italiani. Non riuscendo a ricevere ordini da Gorizia o dal Quartier generale della 2ª Squadra aerea di Padova, partì da Venezia raggiungendo Firenze. L'inizio del mese di ottobre lo colse ancora a letto per i postumi della malattia, quando fu raggiunto da Edda Ciano Mussolini, con la quale intratteneva rapporti di amicizia sin dal 1934.
Fu informato che dopo l'armistizio era stata deportata con i figli in Germania, a Monaco di Baviera, ed era potuta rientrare in Italia solo lasciando i bambini come ostaggi, che suo marito era in stato di arresto a Verona, e che nessuno dei suoi amici o conoscenti in Italia aveva voluto o potuto ospitarla e aiutarla. Inoltre gli rivelò di essere in possesso dei diari del marito che pensava fossero di capitale importanza per l'Italia e per gli alleati. Nonostante la malattia, quando la situazione di Ciano precipitò nel gennaio 1944, si fece dichiarare inabile dall'Istituto Medico Legale e con la Fiat Topolino Balestra del padre accompagnò in Svizzera Edda con i figli ai quali si era ricongiunta. Prima di rientrare in Italia ella gli chiese di far pervenire a Benito Mussolini, Adolf Hitler e al generale Harrer tre lettere con le quali minacciava che se a suo marito fosse stato fatto del male avrebbe divulgato i suoi diari all'opinione pubblica mondiale. Una volta in Patria esaudì tale desiderio attraverso i comandi italiano e tedesco di Verona, riprendendo nuovamente la via per la Svizzera.
All'alba del 10 gennaio 1944 viene arrestato da agenti della Gestapo appena fuori Lecco e portato a Milano, nel carcere di San Vittore. Per più di una settimana fu sottoposto, invano, a interrogatori e torture per costringerlo a rivelare dove fossero finiti i diari e Edda Ciano. I tedeschi poi lo trasportarono in Svizzera, dove passò alcuni mesi ricoverato presso un ospedale di Lugano Una volta dimesso si trasferì a Zermatt, e per guadagnarsi da vivere si mise a fare il maestro di sci. Al termine del conflitto chiuse per sempre la sua attività di pilota e ufficiale dell'Aeronautica Militare.

### L'attività nel secondo dopoguerra

Una modella di Emilio Pucci posa al piazzale Michelangelo a Firenze nel 1966

All'inizio del 1947 intraprese l'attività di istruttore di sci al Sestriere, ma tornò a Firenze in cerca di migliore fortuna, interessandosi alla moda. 
La sua attività di disegnatore di moda decollò per caso: nel 1947, nel numero di dicembre di Harper's Bazaar, un'importante rivista di moda statunitense, viene pubblicata la fotografia di Toni Frissel nella quale appare un "dashing gentleman" in un moderno completo da sci. Quando fu pubblicata sul magazine illustrato, nell'ambito di un articolo sulla moda invernale in Europa, fu un successo immediato. L'episodio lo incoraggiò a creare e vendere vestiti da donna, aprendo la sua prima boutique a Capri nel 1950. Subito la sua produzione si contraddistinse per l'uso di colori brillanti e motivi vistosi e marcati, che tanto influenzarono la moda di quei decenni.
Fu quindi un pioniere della moda italiana, partecipando per esempio alla prima sfilata di moda tenutasi in Italia, che fu organizzata per il 12 febbraio 1951 da Giovanni Battista Giorgini a Firenze, presso Villa Torrigiani in via dei Serragli. 
Partecipò nel 1952, con Roberto Capucci, Vincenzo Ferdinandi, la Sartoria Antonelli, l'atelier Carosa, Giovannelli-Sciarra, Germana Marucelli, Mirsa, Polinober, la sartoria Vanna e Jole Veneziani alla prima storica sfilata presso la Sala Bianca di Palazzo Pitti a Firenze. Una giovanissima Oriana Fallaci inviata dal settimanale Epoca ne raccontò la cronaca.
Fondata l'omonima azienda (Emilio Pucci) agli inizi degli anni cinquanta del XX secolo, tra i suoi primi successi vanno ricordati la linea di vestiti di seta stampata senza pieghe. "The Prince of Prints" così viene riconosciuto per circa trent'anni dalla stampa del mondo anglosassone, inoltre nel 1954 gli viene assegnato il più prestigioso dei trofei, il "Neiman-Marcus Award", per il distinto servizio reso nel campo della moda. Ebbe un rapporto speciale con la città dei suoi antenati, Firenze, e nel Palazzo Pucci stabilì il quartier generale della sua casa di moda, dove infatti si trova tuttora. L'indirizzo stesso della maison, come pochi al mondo potevano vantare, era di per sé un vanto e rifletteva la sua origine nobile: "Marchese Emilio Pucci, Palazzo Pucci, via de' Pucci 6, Firenze". Nel corso della sua vita ha applicato le sue creazioni ai campi più disparati, ricevendo sempre ammirazione e riconoscimenti, grazie al suo stile fresco ed elegante. Molto popolare negli Stati Uniti, disegnò per esempio lo stemma per la tuta degli astronauti della NASA per la missione dell'Apollo 15; oppure disegnò le divise per le hostess, i piloti e il personale della compagnia Braniff International Airways tra il 1965 e il 1977, colorate e assolutamente innovative rispetto al panorama di allora; in Italia disegnò le divise classiche dei vigili urbani, con i lunghi guanti bianchi e gli elmetti ovali sulla divisa blu. Nel frattempo le attività di stilista si allargarono alla moda maschile, ai profumi, alla produzione di ceramica per la casa.
Entrato nel mondo della politica, venne eletto consigliere comunale deputato tra le file del Partito Liberale Italiano, dal 1963, come primo dei non eletti in sostituzione del compagno di partito Vittorio Fossombroni deceduto in carica, al 1972, ricoprendo la carica di sottosegretario al Ministero dei trasporti. Il 4 giugno 1982 fu nominato cavaliere del lavoro. Nello stesso anno fu tra coloro che restituirono le decorazioni al valor militare al presidente della Repubblica Sandro Pertini, in segno di protesta verso il conferimento di analoghe onorificenze all'ex partigiano gappista Rosario Bentivegna, principale esecutore del controverso attentato di via Rasella del 23 marzo 1944. Morì a Firenze il 29 novembre 1992.
Suo figlio Alessandro, 11º marchese di Barsento, morì in un incidente stradale nel 1998. Sua figlia Laudomia ha ereditato la direzione del marchio Emilio Pucci.

## Il marchio Emilio Pucci

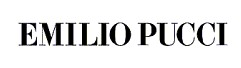
Il marchio Emilio Pucci

Dopo la sua scomparsa nel 1992, il design degli abiti passò alla figlia Laudomia Pucci. Nel 2000 il gruppo francese LVMH (Louis Vuitton), acquistò l'azienda, i diritti sul logo Emilio Pucci e sulle creazioni storiche rilanciando la griffe nel mercato internazionale. Il legame con il passato si manifesta con la valorizzazione del catalogo storico e la rivisitazione di modelli e motivi. Tra gli stilisti che vi hanno operato vi sono Stephan Janson, Julio Espada e Christian Lacroix, mentre nel 2006 a Lacroix è subentrato il designer inglese Matthew Williamson e a partire da novembre 2008 il direttore creativo della maison è Peter Dundas che lascerà la maison nel 2015, nello stesso anno viene nominato Massimo Giorgetti come direttore creativo.
Laudomia oggi si occupa dell'immagine complessiva della maison, che conta circa 50 boutique in località esclusive nel mondo e il cui fatturato viene realizzato al 60% tra Italia, Stati Uniti e Giappone. Nel giugno 2021 LVMH ha rilevato la quota di Laudomia Pucci, prendendo il controllo totale dell'azienda.

## Attività
Nel 1947, momento in cui prevale l'"Haute Couture" e il mondo guarda in particolare a Christian Dior e alla sua linea "Corolle", Emilio Pucci elabora una nuova concezione di abbigliamento identificabile come "Sportswear" volto alla libertà del corpo tramite drappeggio del tessuto, forme semplici ed essenziali. L'idea di libertà è una costante per Pucci che rielabora il tema fino ad oggi. Quest'idea viene ripresa nei suoi tessuti: seta, organza, gabardina di cotone e mussolina.

### Annotazioni
1. ↑  La famiglia Pucci appariva sulle cronache fiorentine fin dal 1264, al tempo delle crociate.
2. ↑  Entrambi scortati da forti formazioni navali.
3. ↑  Effettuerà 42 azioni di guerra e 10 siluramenti, abbattendo anche un cacciabombardiere Bristol Beaufighter il 30 maggio.
4. ↑  Proprio in quel momento venne colto da una febbre fortissima dovuta a una grave forma di itterizia.
5. ↑  Figlia del Duce e moglie dell'ex Ministro degli Esteri, conte Galeazzo Ciano.
6. ↑  Tale amicizia fu oggetto di molti pettegolezzi dell'alta società, venendo definiti "intimi".
7. ↑  Riuscendo così ad avere libertà di movimento.
8. ↑  Per fare questo si avvalse dell'aiuto di Frau Beetz, una spia tedesca.
9. ↑  Il giorno prima che Ciano e altri gerarchi (Emilio De Bono, Giovanni Marinelli, Carlo Pareschi, Luciano Gottardi) vengano fucilati a Verona.
10. ↑  Dove si era fermato a riposare dopo tre notti insonni.
11. ↑  A causa delle torture subite gli furono diagnosticate due fratture del cranio, ecchimosi ed ematomi in tutto il corpo, oltre alla rottura del timpano sinistro.
12. ↑  Il suo rapporto con la famiglia Ciano gli procurò accuse di simpatia con il regime fascista, che o però, per sua fortuna, furono ritenute infondate e archiviate, così da permettergli di rientrare in patria.
13. ↑  Appena eletto consigliere fu celebre la sua "querelle" con l'allora sindaco della città Giorgio La Pira che, dato il suo passato fascista l'aveva minacciato di prenderlo a calci la prima volta che l'avesse incontrato in municipio. Quendo avvenne l'incontro Pucci disse al sindaco se non avesse mai imparato a volare. Alla risposta negativa di quest'ultimo gli disse: Bene, allora prima di fare certe affermazioni ci pensi bene, sennò la prossima volta la faccio volare io, dalla tromba delle scale.
14. ↑  Fu legato alla destra italiana (il padre Roberto era stato senatore e presidente del Partito Fascista a Firenze negli anni trenta), in gioventù aveva simpatizzato per Mussolini, scrivendo anche dei volumetti a supporto delle idee fasciste.
15. ↑  Con delega al trasporto aereo.

### Fonti
1. 1 2 3 4 5 6 7 8  Paciaroni 2011, p. 24.
2. 1 2 3 4 5 6 7 8 9 10 11 12 13  Zani 2012, p. 18.
3. ↑   Michele Lungonelli, PUCCI DI BARSENTO, Emilio, in Dizionario biografico degli italiani, Roma, Istituto dell'Enciclopedia Italiana.
4. 1 2 3 4 5 6 7 8 9  Zani 2012, p. 20.
5. 1 2 3 4  Tenti 2008, p. 105.
6. 1 2  Ufficio Storico Stato Maggiore dell'Aeronautica 1977, p. 63.
7. 1 2  Dunning 1988, p. 35.
8. ↑  Bianchi, Marazziti 2014, p. 93.
9. 1 2 3  Dunning 1988, p. 37.
10. ↑  Bianchi, Marazziti 2014, p. 115 , il 9 giugno affonda il piroscafo svedese Stureborg (da 1.661 tonnellate) a sud di Cipro (in collaborazione con Vicariotto), e il 30 dello stesso mese il piroscafo britannico Aircrest(5.237 tonnellate) al largo di Jaffa.
11. 1 2 3 4 5 6 7 8 9 10 11  Zani 2012, p. 19.
12. ↑  Bianchi, Marazziti 2014, p. 107.
13. 1 2 3  Bianchi, Marazziti 2014, p. 108.
14. ↑  Viaggiò in treno, a bordo di un vagone postale travestito da postino.
15. 1 2 3 4  Ferraro 2010, p. 165.
16. ↑  Edda Ciano: La mia testimonianza., Milano 1975.
17. 1 2 3 4 5 6 7 8 9 10 11 12  Tenti 2008, p. 106.
18. 1 2 3 4 5 6 7 8  Tenti 2008, p. 108.
19. ↑   Dizionario della moda - Oriana Fallaci, su moda.mam-e.it.
20. ↑  Il Tempo e la Moda, Biennale di Firenze, 1996.
21. 1 2  Sito Federazione nazionale Cavalieri del lavoro: dettaglio decorato.
22. ↑  (DE) Edmund Theil, Das Blutbad in der via Rasella, in Volksbote, 23 marzo 1995.
23. ↑   LVMH prende il controllo di Pucci, su pambianconews.com, 18 giugno 2021. URL consultato il 18 giugno 2021.